# 1982 у телебаченні
Список 1982 у телебаченні описує події у сфері телебачення, що відбулися 1982 року.

## Події

### Без точних дат
- Початок аналогового мовлення телеканалу «ЦТ-2» на 34 ТВК в Житомирі[1].